# 蘭斯基
《蘭斯基》（英語：Lansky）是一部2021年的美國傳記犯罪電影，由伊藤·洛克威執導和編劇，故事講述著名的黑幫邁爾·蘭斯基。主演是夏菲·基圖、森·禾霍頓、安娜蘇菲亞·羅伯、約翰·馬加羅、大衛·詹姆士·埃利奧特和敏卡·凱利。
本片於2021年6月25日美國上映。

## 劇情
年老的邁爾·蘭斯基最後一次被聯邦調查局的探員調查，因為探員懷疑他在半個多世紀裡藏匿了數百萬美元，而這位退休的黑幫份子講述了一個令人眼花繚亂的故事，揭露他的生活中不為人知的真相，例如擔當臭名昭著的謀殺公司和全國犯罪集團的老大。

## 演員
- 夏菲·基圖 飾 邁爾·蘭斯基（Meyer Lansky）
  - 約翰·馬加羅（英语：John Magaro） 飾 年輕的邁爾·蘭斯基
- 森·禾霍頓 飾 David Stone
- 安娜蘇菲亞·羅伯 飾 Anne Lansky
- 潔姬·克魯茲 飾 Dafne
- David Cade 飾 巴格西·西格爾（Bugsy Siegel）
- 大衛·詹姆士·埃利奧特 飾 Frank Rivers
- 艾隆·艾巴特巴爾（英语：Alon Abutbul） 飾 Yoram Alroy
- 敏卡·凱利 飾 Maureen
- 肖恩·麥克雷 飾 查理·盧西安諾（Charles Luciano）
- James Moses Black 飾 R.J. Campbell
- Claudio Bellante 飾 約瑟夫·博納諾（Joseph Bonanno）

## 製作
2019年5月，宣布夏菲·基圖、森·禾霍頓、艾莫里·高肯和奧斯汀·史托爾加入本片的演員陣容，亞歷珊卓·達迪莉奧和托尼·丹扎正在談判中，伊藤·洛克威根據他自己所寫的劇本進行導演。2020年2月，宣布安娜蘇菲亞·羅伯、潔姬·克魯茲、約翰·馬加羅、David Cade、大衛·詹姆士·埃利奧特、艾隆·艾巴特巴爾和敏卡·凱利已加入本片演員陣容，而高肯、史托爾、達迪莉奧和丹扎不再參與本片。
主要攝影在2020年2月開始。

## 外部連結
- 互联网电影数据库（IMDb）上《蘭斯基》的资料（英文）